# Ópera Nacional Galesa

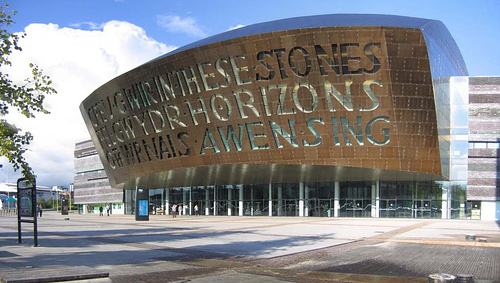
Wales Millennium Centre, sede de la Welsh National Opera en Cardiff.

Welsh National Opera (WNO, Ópera Nacional Galesa) es una compañía de ópera fundada en Cardiff, Gales en 1946. La WNO hace giras por todo el mundo, además de Gales y el resto del Reino Unido. Ofrece más de 120 representaciones anuales de ocho óperas principales para una audiencia conjunta de alrededor de 150.000 personas. Ofrece interpretaciones regularmente en Cardiff, Llandudno y Swansea en Gales y Bristol, Birmingham, Liverpool, Milton Keynes, Oxford, Plymouth y Southampton en Inglaterra. Dado que el número de representaciones en Inglaterra sobrepasa en número a las de Gales, el Arts Council England es la principal fuente de ingresos de la compañía, por delante del Arts Council of Wales. La compañía ha sido dirigida por el Jefe Ejecutivo y Director artístico John Fisher desde 2006.
Aunque las producciones se cantaron al principio en inglés, desde los setenta en adelante, las óperas cada vez se interpretan más en su idioma original; no sólo en italiano, alemán o francés, sino también en checo o ruso; también se proporcionan subtítulos.
En 1985, la compañía encargó la obra juego-con-la-música After Aida del célebre dramaturgo Julian Mitchell, en origen un vehículo para la temporada de gira de la compañía a ciudades distantes de Gales que tenían teatros más pequeños que los habituales teatros de ópera. La obra fue protagonizada por Richard Griffiths e Ian Charleson y se turnaron 12 cantantes de la WNO. Al final se transfirió al Old Vic Theatre de Londres.
La compañía siempre ha proporcionado una mezcla de óperas tradicionales junto a otras menos conocidas, incluyendo las de Alban Berg, Richard Strauss, Leoš Janáček y Benjamin Britten.  
En 2004, la WNO adquirió su primera sede permanente en Cardiff en el Centro del Milenio de Gales, un centro de artes interpretativas en la bahía de Cardiff.
La compañía de ópera está formada por una orquesta profesional (The Orchestra of Welsh National Opera) y un coro profesional (The Chorus of Welsh National Opera). A veces, la orquesta y el coro participan en eventos de manera independiente. La orquesta y el coro a menudo interpretan en St David's Hall en Cardiff y otros locales de Gales.
Entre los directores musicales de la WNO han estado Vilém Tauský, Warwick Braithwaite, Sir Richard Armstrong y Sir Charles Mackerras.  Carlo Rizzi fue director musical desde 1992 hasta 2001.  Tugan Sojiev se convirtió en director musical en 2003, inicialmente con un contrato de cinco años.  Sin embargo, Sojiev terminó su contrato en agosto de 2004, después de preocupaciones sobre su relativa inexperiencia y dificultades con la administración causaron tensiones dentro de la WNO.  Rizzi regresó como director musical de la WNO para un segundo período, y desempeñó el cargo hasta el final de la temporada de verano del año 2007.  En julio de 2008, la WNO anunció el nombramiento del director alemán Lothar Koenigs como el siguiente director musical de la WNO, para hacerse efectivo en 2009.  Apareció por vez primera con la orquesta de la WNO en 2005.  Koenigs ha dirigido posteriormente a la WNO en febrero de 2007 en la producción de David Pountney de Jovánshchina.

## Directores musicales
- Vilém Tauský (1951-1956)[6]
- Warwick Braithwaite (1956–1960)
- Sir Charles Groves (1961–1963)
- Bryan Balkwill (1963–1967)
- Sir Richard Armstrong (1973–1986)
- Sir Charles Mackerras (1987–1992)
- Carlo Rizzi (1992–2001)
- Tugan Sojiev (2003–2004)
- Carlo Rizzi (2004–2007)
- Lothar Koenigs (2009-presente)